# Baie-de-Shédiac—Dieppe
Circonscription électorale provinciale du Canada
Baie-de-Shédiac—Dieppe ((en) Shediac Bay-Dieppe) est une circonscription électorale provinciale du Nouveau-Brunswick, au Canada. Elle est représentée à l'Assemblée législative depuis 2014.

## Géographie
La circonscription comprend :
- les villes de Dieppe et de Shédiac ;
- le village de Grand-Brûlis-du-Lac ;
- les communautés de Meadow Brook, Saint-Philippe, Shediac-Bridge-Shediac-River, MacDougall Settlement et Grande-Digue.

## Historique
Créée en 2013 pour les élections à la 58e législature de l'Assemblée législative du Nouveau-Brunswick, la circonscription est pourvue lors de l'élection provinciale du 22 septembre 2014.

## Liste des députés
| Législature | Années       | Député | Député        | Parti   |
| --- | ------------ | ------ | ------------- | ------- |
| Baie-de-Shédiac-Dieppe Circonscription issue de Kent-Sud, Dieppe-Centre-Lewisville, Memramcook-Lakeville-Dieppe et Shediac—Cap-Pelé |              |        |               |         |
| 58e | 2014-2018    |        | Brian Gallant | Libéral |
| 59e | 2018-2020    |        | Brian Gallant | Libéral |
| 60e | 2020-2024    |        | Robert Gauvin | Libéral |
| 61e | 2024-présent |        | Robert Gauvin | Libéral |